# Brinjani
Brinjani is een plaats in de gemeente Kutina in de Kroatische provincie Sisak-Moslavina. De plaats telt 273 inwoners (2001).